# 新勒皮
新勒皮（法語：Lepuix-Neuf，法語發音：[ləpɥi nœf]）是法国弗朗什-孔泰大区贝尔福地区省的一个市镇，属于贝尔福区。

## 地理
新勒皮（47°32'24"N, 7°5'58"E）面积5.46 平方千米，位于法国勃艮第-弗朗什-孔泰大區贝尔福地区省，该省份为法国东北部内陆省份，东临上莱茵省，北起孚日省，西接上索恩省，南与杜省和瑞士接壤。
与新勒皮接壤的市镇（或旧市镇、城区）包括：因德林根、弗里森、库特勒旺、雷谢西、叙阿尔斯。

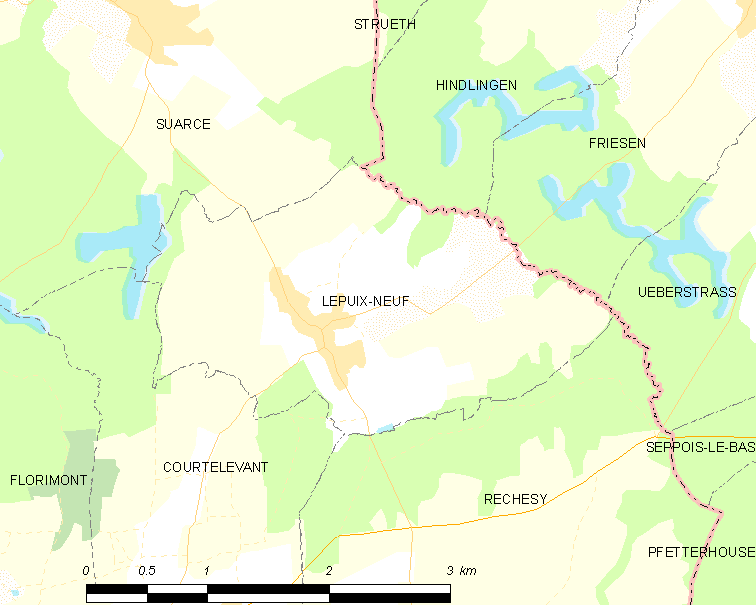
新勒皮的OSM定位图

新勒皮的时区为UTC+01:00、UTC+02:00（夏令时）。

## 行政
新勒皮的邮政编码为90100，INSEE市镇编码为90064。

## 政治
新勒皮所属的省级选区为代勒县。

## 人口

1962-2008年间新勒皮人口变化图示

新勒皮于2022年1月1日时的人口数量为315人。